# Novi Zagreb-istok
Novi Zagreb-istok (croate pour « Nouveau Zagreb Est » ) est un district ou arrondissement de la ville de Zagreb, capitale de la Croatie. Il fait partie de Novi Zagreb, partie de la ville de Zagreb qui se trouve au sud de la Save.
Il compte 59 055 habitants en 2011.
Les artères principales du district sont l'avenue Dubrovnik, d'orientation est-ouest, qui continue vers l'ouest dans le district de Novi Zagreb-zapad, et deux axes nord-sud dans le prolongement des ponts qui traversent la Save : l'avenue Većeslav Holjevac débouche du pont de la Liberté (Most sloblode) à l'ouest et sépare Novi Zagreb-istok et Novi Zagreb-zapad ; l'avenue Sarajevska sort du pont de la Jeunesse (Most Mladosti) à l'est.
Au nord du district, le long de la Save, il y a une importante zone verte (Bundek (en)) comprenant un lac avec une vaste plage et des équipements de loisir.
Le Musée d'art contemporain de Zagreb, ouvert en 2009, est installé à la jonction de l'avenue Dubrovnik et de l'avenue Većeslav Holjevac.
Le district comporte plusieurs zones de grands ensembles d'habitation. Le plus important est Mamutica (en), dans le quartier de Travno.

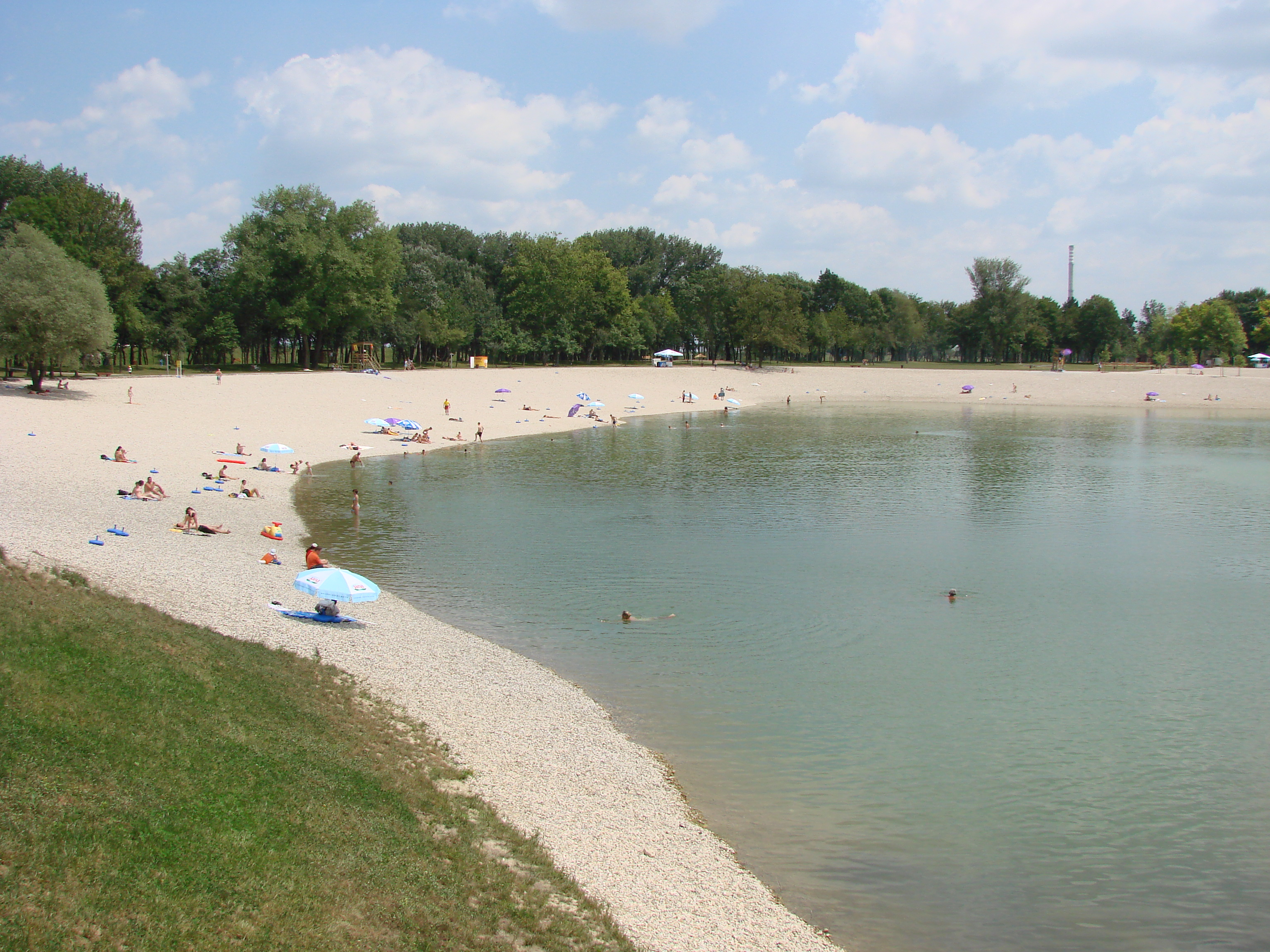
Plage au bord du lac Bundek.
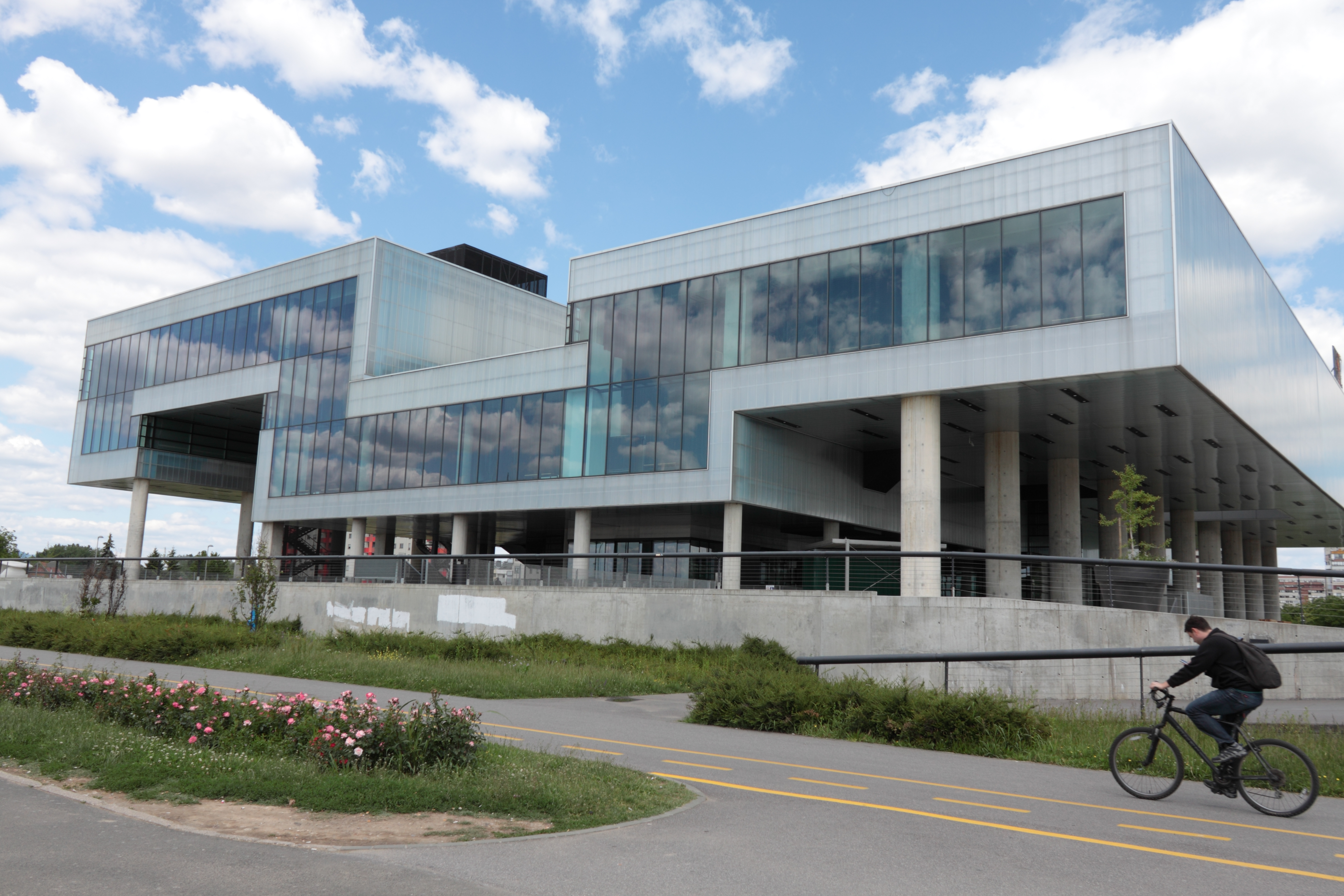
Le Musée d'art contemporain.
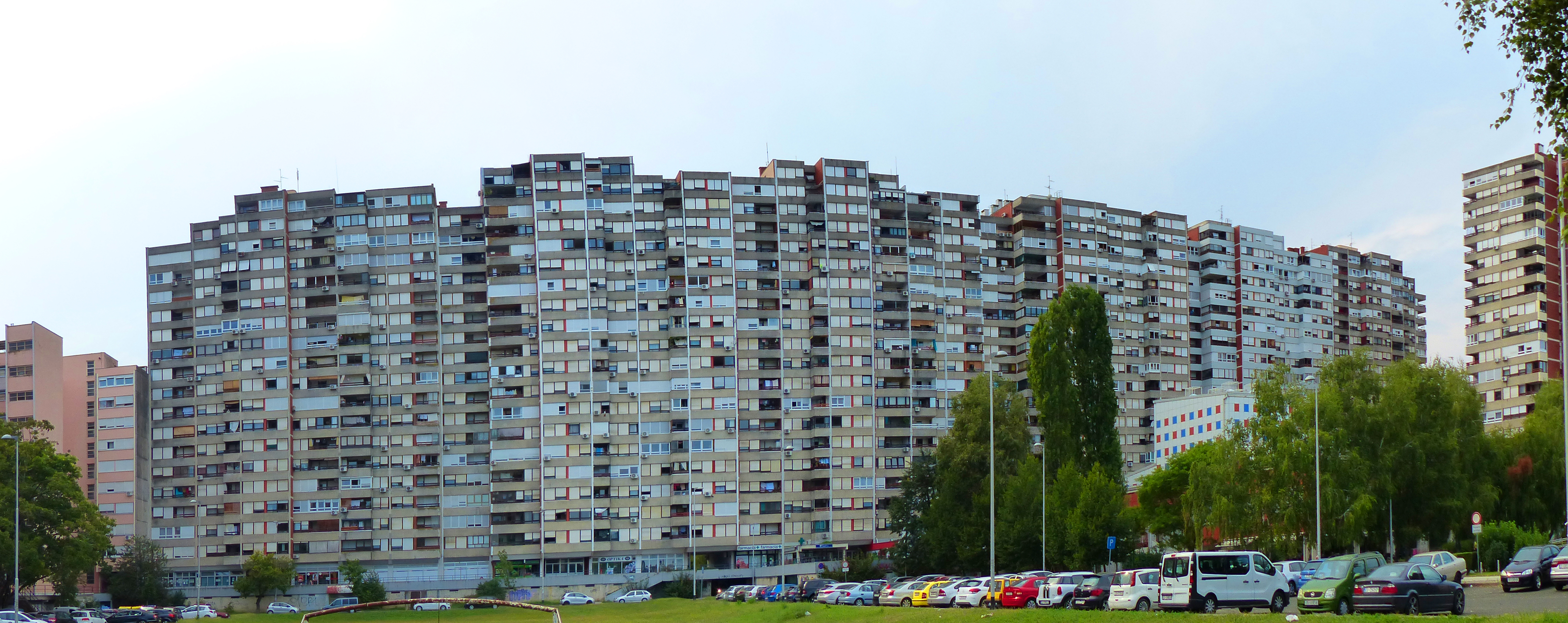
Mamutica.
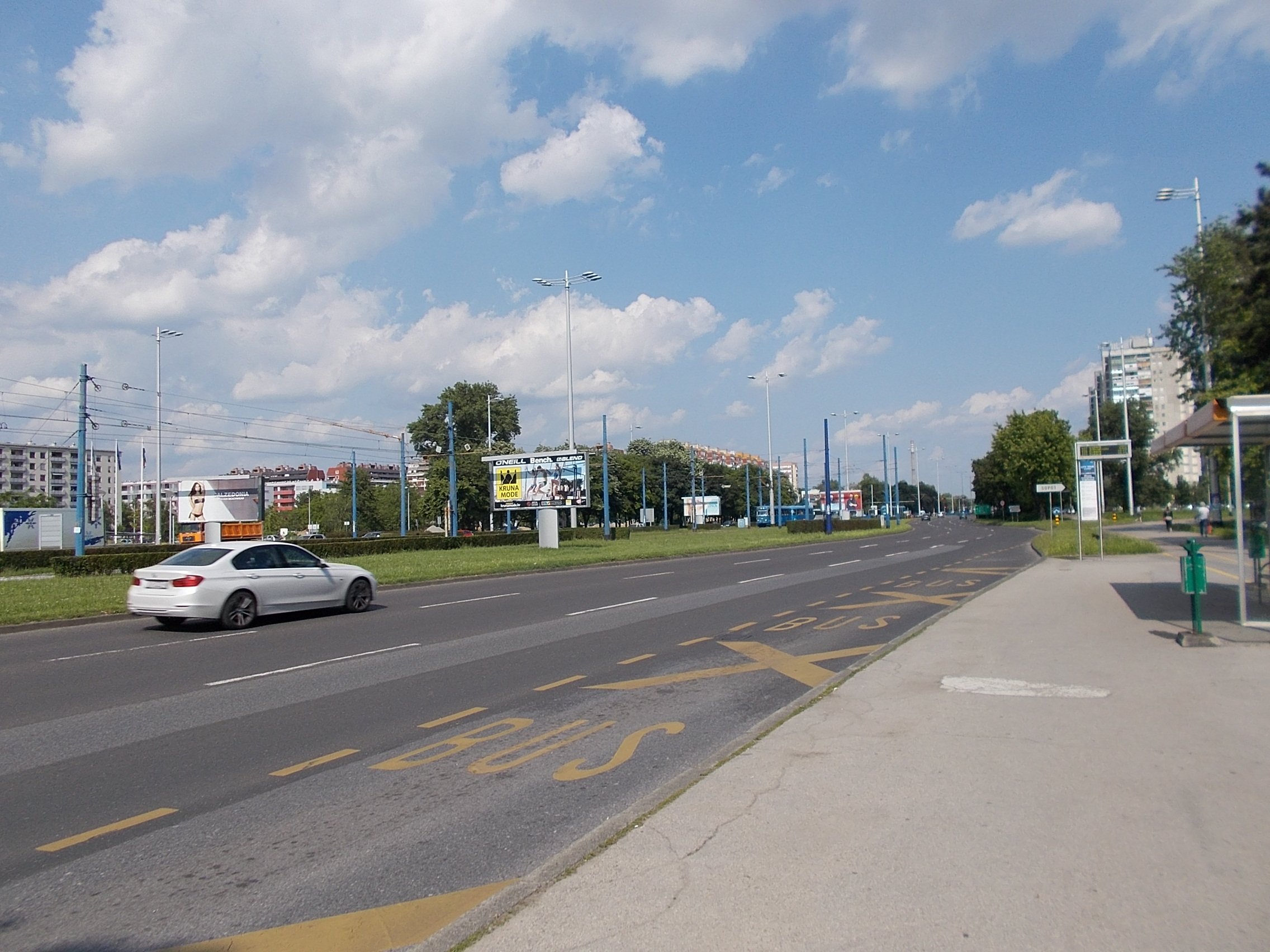
L'avenue Dubrovnik.

## Quartiers de Novi Zagreb-istok
- Dugave
- Hrelić
- Jakuševec
- Sloboština
- Sopot
- Središće
- Travno
- Utrine
- Zapruđe
- Buzin
- Veliko Polje